# 平桜政吉
平桜 政吉（ひらざくら まさきち、1894年（明治27年）3月14日 - 1976年（昭和51年）1月4日）は、大日本帝国陸軍軍人。最終階級は陸軍少将。功三級。

## 経歴
1894年（明治27年）に石川県で生まれた。陸軍士官学校第27期卒業。1940年（昭和15年）8月1日に陸軍歩兵大佐に進級し、9月9日に歩兵第35連隊長に就任した。1943年（昭和18年）9月に水戸陸軍飛行学校生徒隊長に転じ、1944年（昭和19年）5月に仙台陸軍飛行学校学生隊長に就任した。
1945年（昭和20年）6月10日に陸軍少将に進級し、7月5日に独立混成第117旅団長（第1総軍・第12方面軍・第53軍）に着任し、静岡県沼津で本土決戦に備える中で終戦を迎えた。
1947年（昭和22年）11月28日、公職追放仮指定を受けた。